# (29978) Arthurwang
(29978) Arthurwang est un astéroïde de la ceinture principale d'astéroïdes.

## Description
(29978) Arthurwang est un astéroïde de la ceinture principale d'astéroïdes. Il fut découvert le 14 juillet 1999 à Socorro (Nouveau-Mexique) par le projet LINEAR. Il présente une orbite caractérisée par un demi-grand axe de 2,31 UA, une excentricité de 0,17 et une inclinaison de 2,8° par rapport à l'écliptique.

## Compléments